# Lalića kula
Lalića kula, srednjovjekovna kula u Tučepima.

## Povijest
Sagrađena je u Gornjim Tučepima sred zaseoka Srida Sela prije 1662. godine, jer se spominje u kronici opata Šilobadovića, napisanoj u razdoblju od 1662. do 1686. godine. Kula je izvorno bila samostojeća građevina sagrađena za obranu stanovnika zaseoka od turskih napada. Kasnije se pred kulom oblikovao mjesni trg te su istočno i zapadno uz nju izgrađene kuće. Kula je građevina pravokutnog tlocrta (dimenzije 4,50 x 5,5 metara), građena poluobrađenim kamenom u mortu. Dolnji dijelovi građeni su većim kamenjem, dok se dimenzija građevnog kamena prema zabatu smanjuje. Kula na svim pročeljima ima niz puškarnicâ te manje otvore na južnome pročelju. Izvorno je imala dvostrešan krov s pokrovom od kamenih ploča postavljenim na svodnu konstrukciju. Pokrov danas nije sačuvan. U unutrašnjosti su tri svodne konstrukcije tipologije „bačvastog“ svoda. Lalića kula u Gornjim Tučepima obrambena je građevina koju je lokalno stanovništvo gradilo za vlastitu obranu od turskih napada, a trostruka svodna konstrukcija čini je jedinstvenom obrambenom građevinom na Makarskom primorju pa i šire.

## Zaštita
Pod oznakom Z-6470 zavedena je kao nepokretno kulturno dobro - pojedinačno, profana graditeljska baština, pravna statusa zaštićena kulturnog dobra.